# Luís Cabral
Luís de Almeida Cabral (Bissau, 10 d'abril de 1931 — Torres Vedras, Portugal, 30 de maig de 2009) va ser el primer president de Guinea Bissau.

## Biografia
La família de Cabral és originària de Cap Verd; no obstant això, ell va néixer a Bissau. Va pertànyer al moviment d'independència establert el 1956 com Partit Africà per la Independència de Guinea i Cap Verd (PAIGC), igual que el seu mig germà Amílcar Cabral. Va fer els estudis primaris a Cap Verd i va aprendre comptabilitat.

### Lluita per la independència

Luís Cabral (1973)

Des de la primeria dels anys 1960 participà com a dirigent del Partit Africà per la Independència de Guinea i Cap Verd en la Guerra d'independència de Guinea Bissau contra l'Imperi Portuguès. L'ascens de Luis Cabral al lideratge va començar el 1973, després de l'assassinat a Conakry, Guinea, d'Amílcar Cabral, el destacat intel·lectual panafricà i fundador del PAIGC. Líder del partit, en aquells dies dedicat a la lluita per la independència del domini portuguès de Guinea Bissau (llavors coneguda com a Guinea portuguesa) i Cap Verd, va enfrontar Aristides Pereira, que després esdevindrà president de Cap Verd. La branca de Guinea Bissau del partit, no obstant això, va seguir Luís Cabral.
Després del cop d'estat d'abril de 1974 a Lisboa (Revolució dels Clavells) el nou govern revolucionari esquerrà de Portugal va acceptar la independència de la Guinea portuguesa, com a Guinea Bissau, el 10 de setembre d'aquest mateix any, malgrat que el PAIGC havia proclamat unilateralment la independència del país un any abans a Madina do Boé, i havia estat reconeguda per molts estats socialistes i no alineats de l'Organització de les Nacions Unides. Luís Cabral en va esdevenir el primer president. Va iniciar un programa de reconstrucció nacional i desenvolupament, d'inspiració socialista (amb el suport de l'URSS, Xina, però també països nòrdics). Però hi havia senyals d'inestabilitat en el partit des de la mort d'Amílcar Cabral i la independència. Algunes seccions del partit van acusar Luís Cabral i els altres membres d'origen capverdià de dominar el partit. Llavors, al·legant això, el primer ministre i excomandant de les forces armades, João Bernardo Vieira, va provocar la seva caiguda el 14 de novembre de 1980 en un cop militar.

### Exili
Luis Cabral va ser arrestat i tancat a la presó durant 13 mesos. Després, al començament de 1982, va ser enviat a l'exili, primer a Cuba, que es va oferir a rebre'l, després, el 1984, a Portugal, on el govern el va rebre i li va atorgar condicions per viure amb la seva família.
Poc després de ser nomenat primer ministre a continuació de la guerra civil de Guinea Bissau de 1998, Francisco Fadul va reclamar que Cabral tornés de l'exili el desembre de 1998. Cabral va respondre, al diari portuguès 24 hores, que estava disposat a tornar al país, però no mentre Vieira romangués en el poder; Vieira havia dit que no podia garantir la seguretat de Cabral, i Cabral va dir que com a resultat, temia per a la seva vida en cas que retornés mentre Vieira seguia sent president. El 22 d'octubre de 1999, després de la caiguda de Viera, el dirigent colpista Ansumane Mané va convidar Cabral a retornar, atorgant-li un passaport que el designava com a «President del Consell d'Estat de Guinea Bissau» mentre estava encara a Lisboa. Va tornar a Bissau a mitjan novembre de 1999, afirmant que no volia tornar a desenvolupar activitats polítiques o reintegrar-se al PAIGC.

## Mort
Cabral va morir als 78 anys el 30 de maig de 2009 a Torres Vedras, Portugal, a conseqüència d'una llarga malaltia.
L'Assemblea Nacional de Guinea Bissau va declarar: «Amb commoció la tristesa el govern i el poble de Guinea Bissau han conegut la pèrdua d'un dels seus fills més il·lustres, Luis Cabral». Es va decretar un període de dol nacional de tres dies.

## Controvèrsies
Luís Cabral també va ser acusat de ser responsable de l'execució d'un gran nombre de soldats negres guineans que havien lluitat al costat de l'Exèrcit colonial portuguès contra la guerrilla del PAIGC durant la Guerra d'independència de Guinea Bissau, una afirmació que Cabral sempre va negar. Una de les massacres va passar a la vila de Bissorã. Després del cop militar de 1980 el PAIGC va admetre al seu diari oficial Nó Pintcha (29 de novembre de 1980) que molts soldats africans guineans foren executats durant la guerra colonial i enterrats en foses comunes sense senyalitzar als boscos de Cumerá, Portogole i Mansabá.